# カール・ヨハン・スンドベルグ
カール・ヨハン・スンドベルグ (Carl Johan Sundberg) は、スウェーデンの医学研究者。カロリンスカ研究所のプロフェッサー、医学部長、医学博士。

## 来歴
カロリンスカ研究所で医学を学ぶ。
2005年に、欧州分子生物学研究所から生命科学におけるコミュニケーションに対する表彰状と、欧州委員会の優秀な科学コミュニケーションに対するデカルト賞を受賞した。
スウェーデン王立科学アカデミーの会員に選ばれるなど、数多くの会員を経験した。
いくつかのバイオテクノロジー企業の取締役会メンバーであり、カロリンスカ投資基金の投資ディレクターも 10 年間務めた。